# Kid Chaos
Kid Chaos è un videogioco a piattaforme e d'azione sviluppato da Magnetic Fields e pubblicato da Ocean Software per sistemi Amiga nel 1994.

## Trama
Alcuni scienziati malvagi provenienti dal futuro teletrasportano Kid Chaos indietro nel tempo, all'età della pietra. Il protagonista dovrà quindi farsi strada attraverso alcuni ambienti artificiali in modo da raggiungere la macchina del tempo e poter tornare finalmente a casa. 

## Modalità di gioco
Il videogioco è un classico platform, molto veloce, dove il personaggio dovrà trovare l'uscita per terminare un livello. Kid ha a disposizione come arma da combattimento una clava. Inoltre può eliminare qualsiasi nemico saltando e roteando su se stesso colpendo con la clava. Per uscire dai livelli, prima si dovranno eliminare un determinato numero di fiori sparsi in giro nel livello. Raccogliendo della frutta si recupera energia. Alla fine di ogni livello si affronterà un bonus stage differente. Prima di perdere una vita Kid ha a disposizione 99 unità di energia facilmente recuperabile.

### Livelli
- Il giardino segreto. Bonus stage: Una specie di schema alla Arkanoid
- La steppa tossica. Bonus stage: Un livello sparatutto.
- La fabbrica di giocattoli. Bonus stage: Un tiro a segno.
- La fortezza tecnologica. Bonus stage: Uno schema che ricorda Space Invaders, con tanto di alieni simili.
- La città in rovina. Un livello sparatutto.